# Bouwkundig tekenaar
Een bouwkundig tekenaar is iemand die tekeningen maakt voor bouwkundige toepassingen, constructies en gebouwen.
Sinds de jaren 80 van de twintigste eeuw is het maken van bouwkundige tekeningen op de computer sterk toegenomen. Daarbij maakt de bouwkundig tekenaar gebruik van tekenprogramma's zoals AutoCAD. De tekening wordt uitgewerkt met behulp van een beeldscherm en met een plotter afdrukt op papier. Overdracht naar derden gebeurt steeds vaker digitaal, waarbij de ontvanger tekeningen desgewenst zelf afdrukt.
Traditionele hulpmiddelen van de bouwkundig tekenaar zijn onder andere:
- de tekentafel
- een tekenpotlood of vulpotlood
- een tekenpen
- Oost-Indische inkt
- geodriehoeken
- een liniaal en/of een schaalstok
- gum
- tekenpapier
- calqueerpapier
- tekenmallen